# 생도 퇴를레스의 혼란

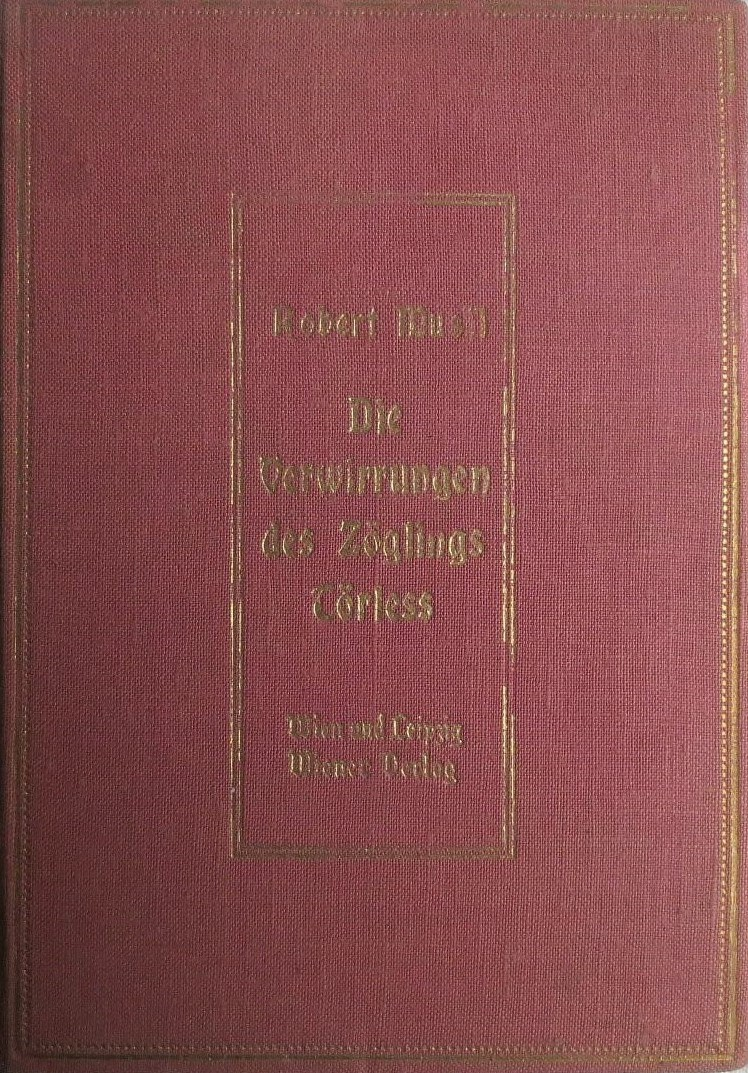
제1판

생도 퇴를레스의 혼란(독일어: Die Verwirrungen des Zöglings Törleß)은 오스트리아의 철학 소설가이자 수필가 로베르트 무질의 문학 데뷔작으로서  베를린 훔볼트 대학 시절 1906년 출간되었다. 무질에게 작가로서의 명성을 안겨 준 그의 첫 장편소설이다. 무질은 1902년 슈투트가르트 공과대학의 조교 시절 “지루함을 이기기 위해” 이 소설을 쓰기 시작했다고 술회하고 있다.
일상적 사고와 언어로 파악되지 않는 삶의 영역을 자각하기까지 퇴를레스는 정신적 혼란을 겪는다. 그는 새로운 눈으로 세계를 인식하고, ‘살아 있는 사고’의 가능성을 발견하기에 이른다. 독일 현대 소설에서 혁명적 전기를 마련한 작가 로베르트 무질의 문학을 이해하는 데 좋은 발판이 될 수 있다.

## 줄거리
≪생도 퇴를레스의 혼란≫은 퇴를레스가 이틀 동안 자신을 방문하고 돌아가는 부모를 친구들과 함께 역에서 배웅하는 장면으로 시작해, 퇴학을 당하고 어머니를 따라 학교를 떠나가는 장면으로 끝난다.
군사학교에서 여러 차례 친구들의 돈을 훔쳐 왔던 바시니는 동료 생도 라이팅에게 덜미를 잡힌 후로, 몇몇 생도에게 심리적·성적 호기심의 실험 대상으로 전락한다. 라이팅과 바이네베르크는 학교 건물 다락 층에 있는 그들만의 비밀 공간에서 바시니를 상대로 인격적으로, 그리고 육체적으로 가혹 행위를 가하거나 성적 노리개로 삼기도 하고, 최면술 실험을 하기도 하는데 퇴를레스 역시 소극적으로나마 이 일에 가담한다. 바시니를 상대로 한동안 가혹 행위를 해 오던 바이네베르크와 라이팅이 바시니의 비행을 급기야 학급의 모든 학생 앞에서 폭로하고, 흥분한 전체 학생이 바시니에게 집단 구타를 가하면서. 이 사건은 결국 학교 당국에 알려진다. 곧이어 바시니가 격리 수용된 상태에서 교사들로 구성된 조사 위원회가 열리는데 이때 퇴를레스는 어딘가로 자취를 감추어 버리고, 일차적으로 라이팅과 바이네베르크 등이 조사를 받게 된다. 조사 위원회에서 라이팅과 바이네베르크 등 생도들의 가혹 행위는 교사들로부터 면죄부를 받는 것에 그치지 않고 오히려 동료 학우 바시니의 잘못을 바로잡기 위한 정의로운 행동으로 미화된다.
학교 밖에서 지친 모습으로 발견된 퇴를레스가 위원회에 불려왔을 때 교사들의 뜻은 그를 벌하는 것과는 전혀 거리가 멀었다. 교장을 비롯한 교사들의 심문은, 라이팅이나 바이네베르크의 경우와 마찬가지로, 퇴를레스의 행위를 정당화시키고 그에게 정신적 안정을 되찾아 주기 위한 하나의 절차에 불과했다. 따라서 교사들은 오로지 자신들의 생각을 퇴를레스의 입을 통해 확인하고 조사를 마무리 짓고자 하지만, 조사 위원들 앞에 선 퇴를레스는 교사들이 기대하는 답변 대신 뜻밖의 독백을 길게 펼친다.
바시니의 절도 행위를 고발하지 않은 이유를 묻는 질문에 대한 퇴를레스의 답변은 교사들의 기대를 빗나가기 시작한다. 교사들은 좀 더 분명하게 말하도록 다그치지만, 퇴를레스는, “그것은 달리 말할 수가 없어요”라고 맞서며, ‘일상적 사고’로 파악되지 않고 ‘일상적 언어’로 표현되지 않는 삶의 영역이 있다는 자신의 생각을 펼친다. 결국 교사들의 호의와 참을성을 끝내 극한으로 몰고 간다. 퇴를레스의 이야기에 더 이상 귀 기울이기를 거부하는 교사들은 퇴를레스의 정신적 상태를 책임지기 어렵다는 이유를 들어 그를 퇴교시키기로 결정한다.